# Liberty Media
Die Liberty Media Corporation ist ein US-amerikanisches Medienunternehmen, welches sich mehrheitlich im Besitz von John Malone befindet. Es hält Beteiligungen an Fernsehsendern, Zeitungen und Filmstudios. Das Unternehmen wird in Form von mehreren Tracking Stocks an der Börse (NASDAQ) gehandelt.

## Organisation
Die Corporation teilt sich in drei Unternehmensteile auf:

### Qurate Retail Group
Im März 2018 wurde dieser Geschäftsbereich von Liberty Interactive Group umfirmiert in Qurate Retail Group.
- QVC Inc.
- Provide Commerce
- Backcountry.com
- BUYSEASONS
- Bodybuilding.com
- IAC/InterActiveCorp
- Expedia Inc.
- Home Shopping Network

### Liberty Starz Group
- Starz Entertainment
- Starz (Mediengruppe)

### Liberty Capital Group
- Atlanta National League Baseball Club Inc.
- TruePosition Inc.
- SIRIUS XM Radio Inc.
- Time Warner Inc. (Minderheitsanteile)
- Live Nation (Minderheitsanteile)

## Geschichte
Nachdem Liberty Media 1991 erstmals an der Börse gehandelt wurde, kam es zu einer Reihe von Fusionen, unter anderem mit der Tele-Communications International Inc. Im Zuge der Fusion mit AT&T 1999 wurde Liberty Media zunächst zum Tracking Stock und 2001 wieder als eigenständige Gesellschaft von AT&T abgespalten. Darauf folgte 2003 die Fusion mit Ascent Media Group, Inc. und Liberty Satellite & Technology, Inc. 2004 erfolgte die Abspaltung der Liberty Media International (heute Liberty Global) und 2005 der Discovery Holding Company, indirekter Eigentümer des Discovery Channels. 
Für den Kauf der Formula One Group im September 2016 wurden als Kaufsumme 4,4 Milliarden US-Dollar (ca. 3,93 Milliarden Euro) angegeben. Der Geschäftsführer Bernie Ecclestone blieb vorerst weiterhin als Geschäftsführer tätig, der Firmensitz verblieb in London. Am 23. Januar 2017 wurde Ecclestone als Geschäftsführer mit sofortiger Wirkung entlassen. Sein Nachfolger wurde Chase Carey.
2024 wurde bekannt, dass Liberty Media Dorna Sports übernehmen will.